# Hinterbrühl (München)

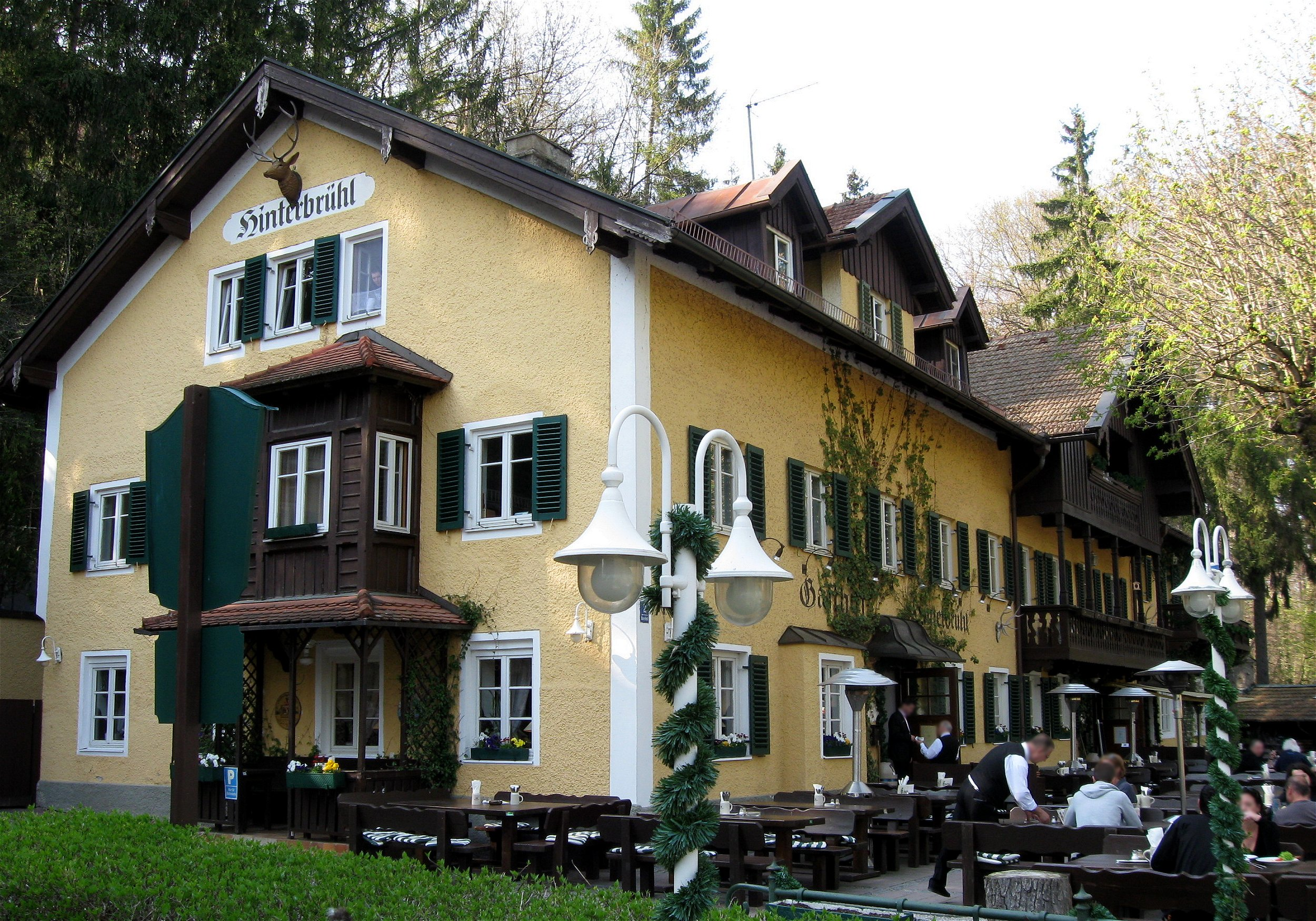
Gasthof Hinterbrühl

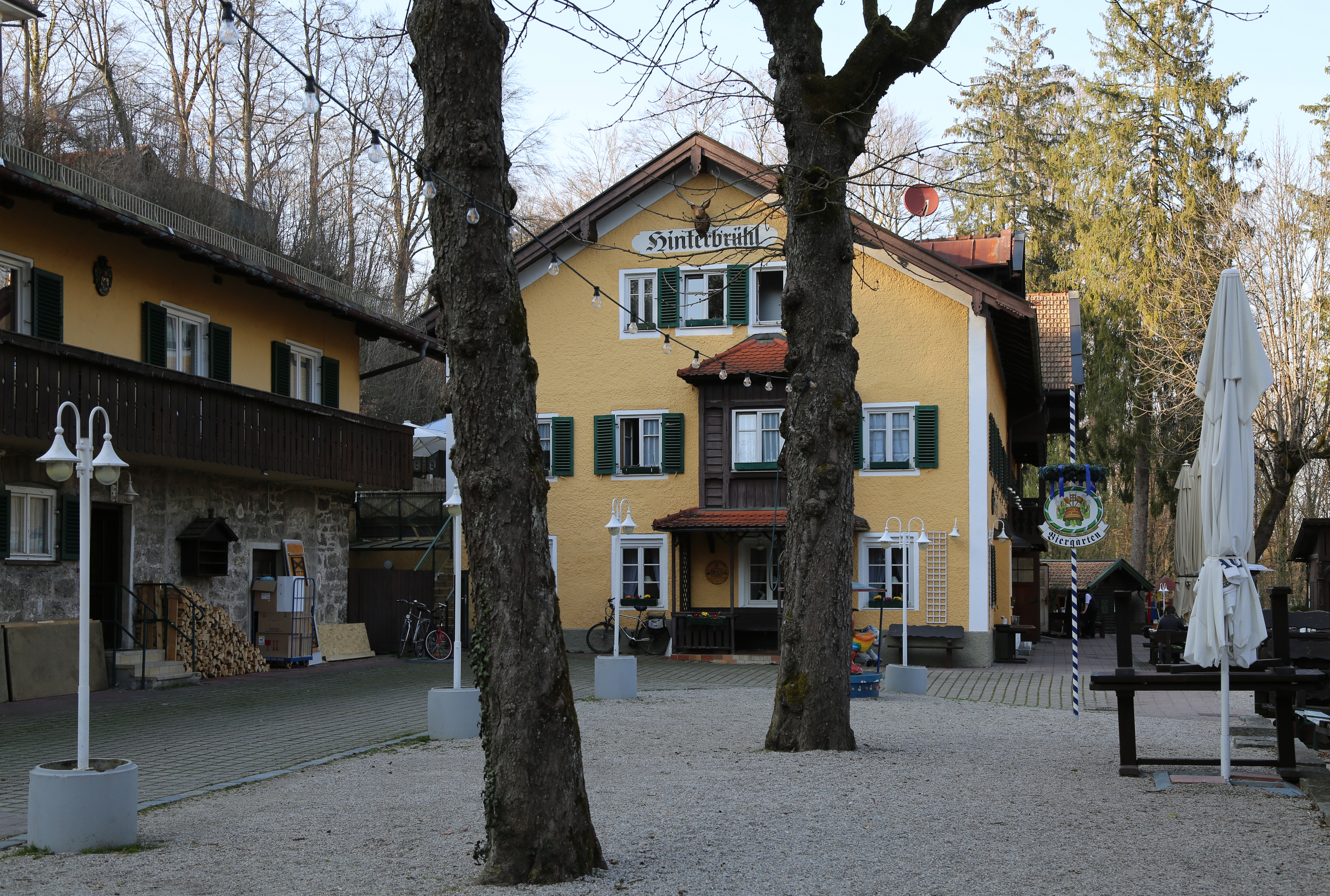
Gasthof Hinterbrühl, 2019

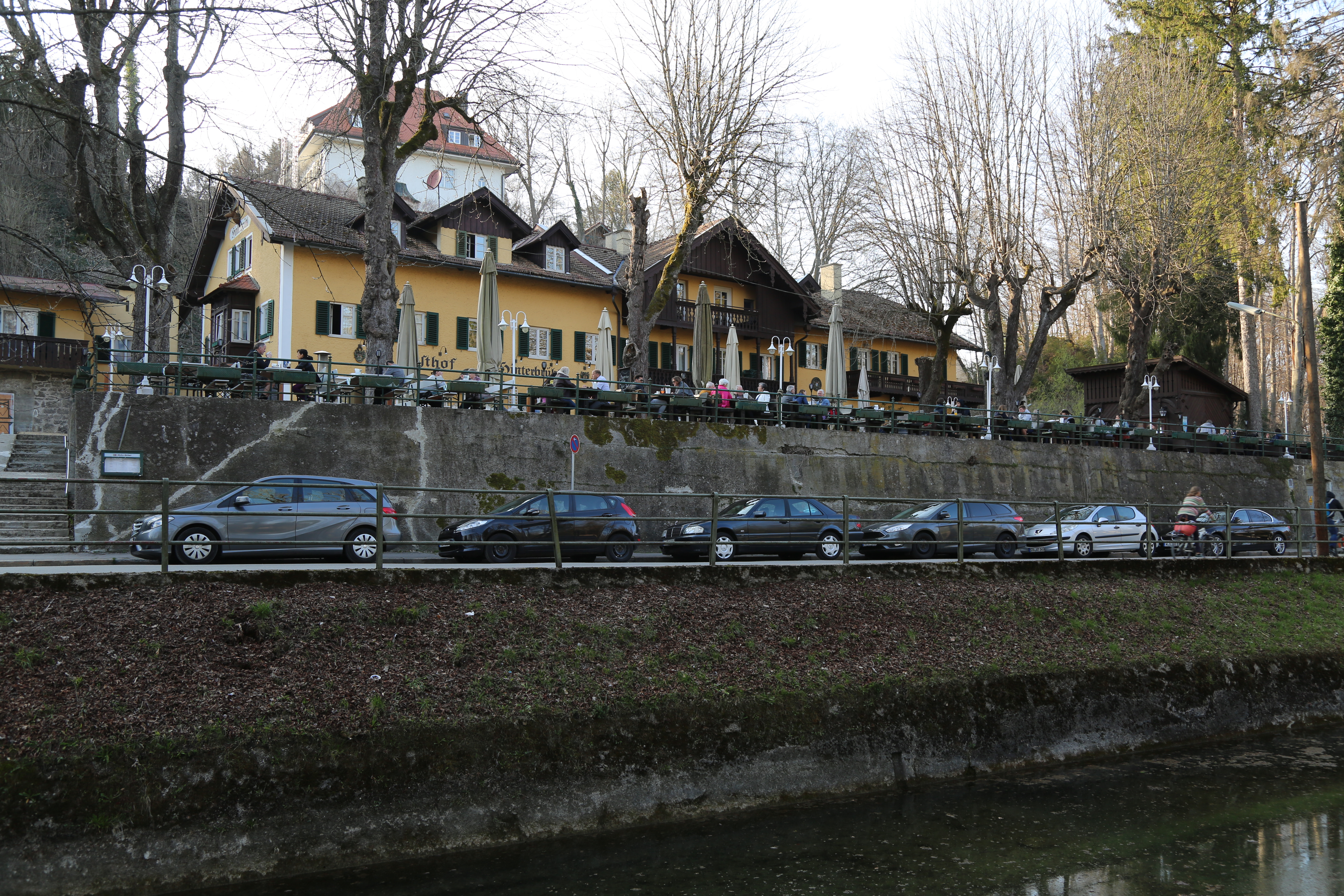
Gasthof phía trên Floßkanal

Hinterbrühl là một địa điểm thuộc München. 

## Vị trí
Chỗ này thuộc khu phố Thalkirchen phía nam khu vực Maria Einsiedel giữa bờ cao sông Isar và Isar-Werkkanal.  Floßkanal chảy qua vùng đất này. Phía bắc của Hinterbrühl là Zentrallände và sân golf München Thalkirchen. 

## Lịch sử
Trong thế kỷ 19 Hinterbrühl thuộc phần đất của xã độc lập Thalkirchen. Tên này ban đầu là tên gọi một nông trại, sau này là Gasthof Hinterbrühl, một quán ăn có Biergarten.

## Mô tả

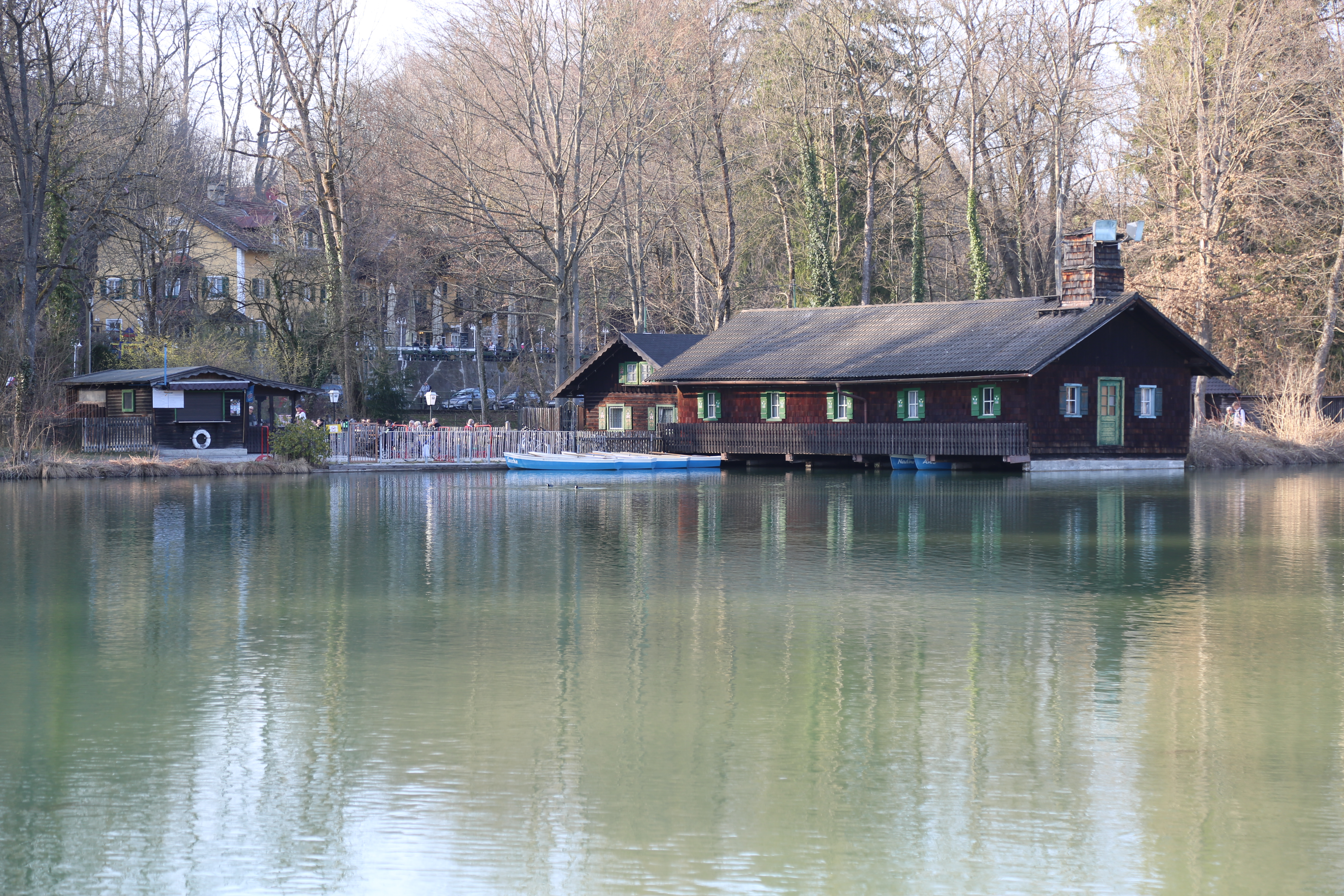
Nhà để thuyền và Biergarten ở Hồ

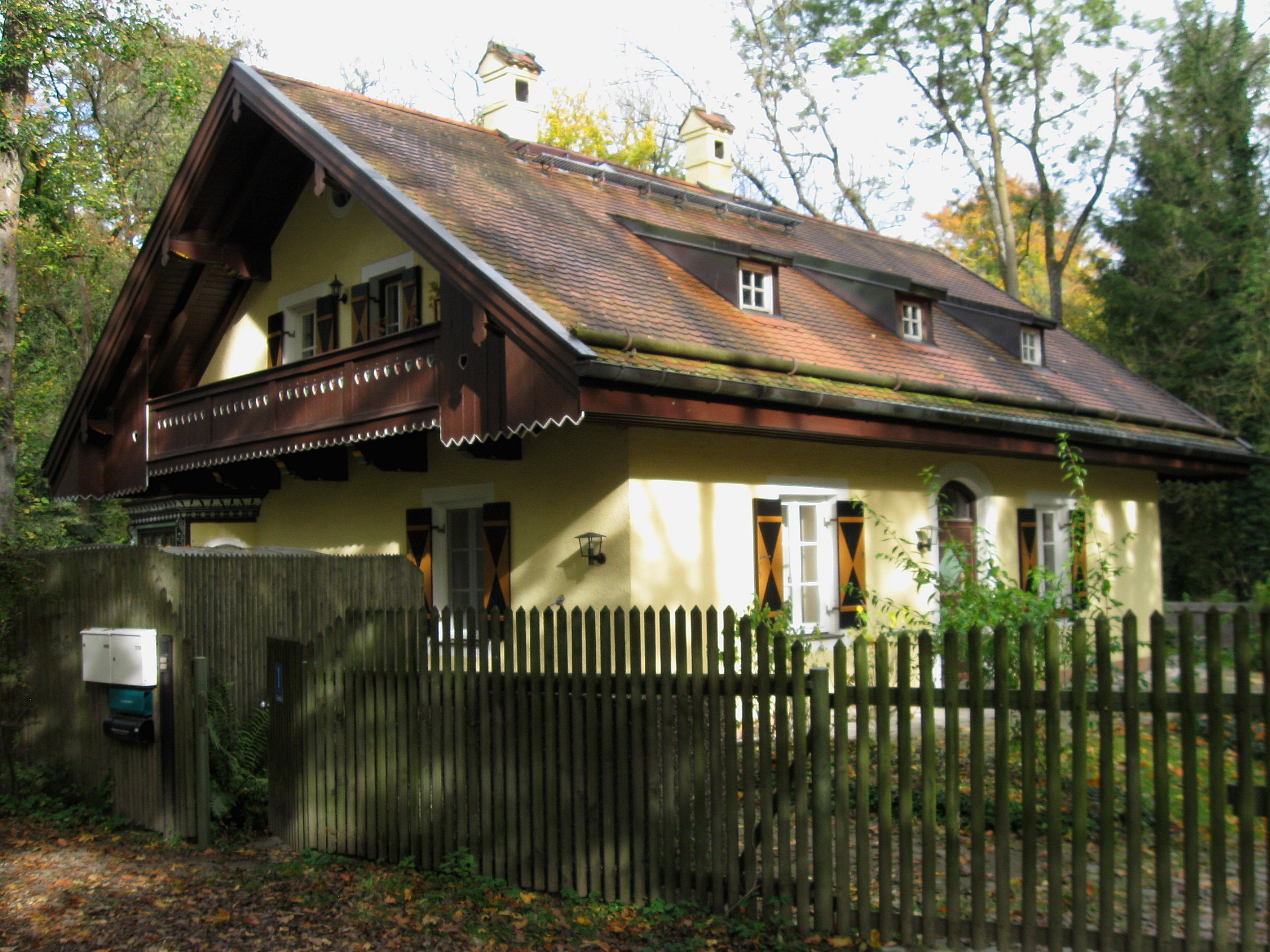
Nhà người trông cổng đập Hinterbrühl 1

Ở Hinterbrühl chỉ có ít nhà: Gasthof Hinterbrühl, Nhà người trông cổng đập được xây 1899 cùng với việc xây dựng Zentrallände, Nhà để thuyền và một quán có Biergarten nhỏ ở Hồ. Còn thì có một công viên chung quanh hồ Hinterbrühl, là một phần của chuỗi công viên nằm trên bờ dốc sông Isar, tiếp nối nhau hầu như không gián đoạn kéo dài từ Hinterbrühl qua Gierlinger Park và Neuhofener Berg tới phần dưới khu phố Harras.
Khu vực Hinterbrühl là một phần Khu vực bảo vệ phong cảnh vùng ngập nước cạnh sông Isar